# Рей Ардид, Рамон
Рамон Рей Ардид (исп. Ramón Rey Ardid, 20 декабря 1903, Сарагоса — 21 января 1988) — испанский врач-психиатр и шахматист, национальный мастер.

## Медицинская деятельность
Работал директором психиатрической больницы «Нуэстра Сеньора дель Пилар» («Nuestra Señora del Pilar de Zaragoza») в Сарагосе. Был профессором Сарагосского университета, академиком Королевской академии медицины. Являлся соучредителем движения «Медицина человека» (Женева). Опубликовал более 100 научных работ, изобрел метод терапии при шизофрении, который получил название «спинной насос» («bombeo espinal»).

## Шахматная деятельность

### Практическая игра
В 1930 г. завоевал титул чемпиона Испании и удерживал его до 1943 г., проведя за это время несколько успешных защит.
Представлял Испанию на чемпионате мира ФИДЕ 1924 г. (1-й неофициальной шахматной олимпиаде). В 1928 г. победил в отборочном соревновании, определявшем состав олимпийской команды, но затем отказался от участия в олимпиаде. В 1946 г. снова победил в турнире испанских шахматистов.
Крупнейшего успеха в международных соревнованиях добился в 1934 г., когда занял 2-е место на сильном по составу турнире в Ситжесе. Также становился победителем побочного турнира шахматного конгресса в Гастингсе (1935 / 36 гг.).
Занимался игрой по переписке. В составе сборной Испании участвовал в матчах с командами Германии и Швеции, а также в 5-м чемпионате ИФШБ.

### Шахматная журналистика
Вел шахматные отделы в газетах «El Heraldo de Aragón», «Amanecer» (Сарагоса), «La Vanguardia» (Барселона).

### Книги
- Cien partidas de ajedrez, Zaragoza, año 1934.
- Los principios del ajedrez, Zaragoza, año 1939.
- Cien nuevas partidas de ajedrez, 1940, Zaragoza, año 1940.
- Finales de ajedrez. Tomo I. Reyes y peones, sin piezas, editorial librería general, Zaragoza, año 1944.
- Apertura de ajedrez. Tomo I, Zaragoza, año 1944.
- Apertura de ajedrez. Tomo II, Zaragoza, año 1944.
- Apertura de ajedrez. Tomo III, Zaragoza, año 1944.
- Finales de ajedrez. Tomo II. Reyes y piezas, sin peones, editorial librería general, Zaragoza, año 1945.
- Finales de dama, con peones, editorial Distribuidora Ajedrez Canario, año 1975.
- Finales de Piezas Menores, editorial Aguilera, ISBN 84-245-0370-8, Madrid, año 1983.
- Finales de Torre, editorial Aguilera, ISBN 84-245-0385-6, Madrid, año 1984.
- Los principios del ajedrez, editorial Aguilera, ISBN 9788470052248, Madrid, año 1989.

## Спортивные результаты
| Год                       | Город                                                             | Соревнование                                                      | + | − | = | Результат | Место |
| ------------------------- | ----------------------------------------------------------------- | ----------------------------------------------------------------- | - | - | - | --------- | ----- |
| 1922                      | Сарагоса                                                          | Показательная партия с А. А. Алехиным                             | 0 | 1 | 0 | 0 из 1    |       |
| 1924                      | Париж                                                             | Чемпионат мира ФИДЕ                                               | 4 | 5 | 4 | 6 из 13   |       |
| 1928                      | Мадрид                                                            | Турнир испанских мастеров                                         |   |   |   |           | 1     |
| 1929                      | Барселона                                                         | Международный турнир                                              | 7 | 4 | 3 | 8½ из 14  | 4—5   |
| 1930                      | Барселона                                                         | Матч с М. Гольмайо (на звание чемпиона Испании)                   | 4 | 1 | 2 | 5 : 2     |       |
| 1933                      | Барселона                                                         | Матч с Х. Касасом (на звание чемпиона Испании)                    | 5 | 1 | 0 | 5 : 1     |       |
| 1934                      | Ситжес                                                            | Международный турнир                                              |   |   |   | 10 из 13  | 2     |
| 1935                      | Сарагоса                                                          | Матч с В. Альмиралем (на звание чемпиона Испании)                 | 5 | 0 | 2 | 6 : 1     |       |
|                           | Сарагоса                                                          | Матч с В. Каном                                                   | 2 | 0 | 4 | 4 : 2     |       |
| 1935 / 1936               | Гастингс                                                          | Международный турнир (побочный турнир)                            |   |   |   |           | 1—2   |
| 1936                      | Остенде                                                           | Международный турнир                                              |   |   |   |           |       |
| 1942                      | Мадрид                                                            | Матч с Х. М. Фуэнтесом (на звание чемпиона Испании)               | 5 | 1 | 1 | 5½ : 1½   |       |
| 1943                      | Мадрид                                                            | Матч с Х. Сансом Агуадо (на звание чемпиона Испании)              | 3 | 4 | 3 | 4½ : 5½   |       |
| 1944                      | Сарагоса                                                          | Показательный матч с А. А. Алехиным                               | 0 | 1 | 3 | 1½ : 2½   |       |
|                           | Сарагоса                                                          | Матч с Ф. Люпи                                                    | 5 | 1 | 0 | 5 : 1     |       |
| 1946                      | Мадрид                                                            | Турнир испанских мастеров                                         |   |   |   |           | 1     |
| СОРЕВНОВАНИЯ ПО ПЕРЕПИСКЕ |                                                                   |                                                                   |   |   |   |           |       |
| 1932                      | Матч Испания — Германия (1-я доска, против Э. Дикгофа)            | Матч Испания — Германия (1-я доска, против Э. Дикгофа)            | 1 | 0 | 0 | 1 из 1    |       |
| 1932—1933                 | 5-й чемпионат ИФШБ                                                | 5-й чемпионат ИФШБ                                                |   |   |   |           | [ 3 ] |
| 1933                      | Матч Испания — Швеция (1-я доска, против Н. Юханссона-Тегельмана) | Матч Испания — Швеция (1-я доска, против Н. Юханссона-Тегельмана) | 0 | 1 | 0 | 0 из 1    |       |

## Память
В 1994 г. в Сарагосе был учрежден фонд имени Р. Рея Ардида. Фонд оказывает помощь людям, испытывающим проблемы со здоровьем (в первую очередь психическим).
Именем Р. Рея Ардида назван шахматный клуб в Бильбао.